# Antoni Aleksandrowicz (pułkownik)
Antoni Aleksandrowicz (ur. 8 czerwca 1871 w Warszawie, zm. 11 listopada 1920 w Równem) – pułkownik artylerii Wojska Polskiego.

## Życiorys
Urodził się 8 czerwca 1871 w Warszawie, w rodzinie Emeryka.
W czasie I wojny światowej walczył na stanowisku dowódcy 50 Brygady Parkowej Artylerii (ros. 50-я парковая артиллерийская бригада), a następnie dowódcy 50 dywizjonu parkowego artylerii (ros. 50-й парковый артиллерийский дивизион) .
Z dniem 18 maja 1919 został mianowany dowódcą 7 pułku artylerii ciężkiej. 20 grudnia 1919 został zwolniony z zajmowanego stanowiska i jednocześnie mianowany dowódcą 13 pułku artylerii ciężkiej. Na tym stanowisku 29 maja 1920 został zatwierdzony z dniem 1 kwietnia 1920 w stopniu pułkownika, w artylerii, w grupie oficerów byłych Korpusów Wschodnich i byłej armii rosyjskiej. Zmarł 11 listopada 1920 w Równem, w następstwie choroby.

## Ordery i odznaczenia
- Order św. Włodzimierza 4 stopnia – 21 maja 1915[2]
- Order św. Stanisława 2 stopnia z mieczami – 2 września 1916[2]
- Order św. Anny 3 stopnia
- Order św. Stanisława 3 stopnia